# Барбру Ліндґрен
Барбру Ліндґрен (швед. Barbro Lindgren; нар. 1937) — шведська письменниця, авторка книг для дітей. Фіналістка міжнародної Премії імені Г. К. Андерсена 2004 року за тривалий внесок у дитячу літературу. Лауреат щорічної Премії імені Астрід Ліндґрен.

## Біографія
Барбру Ліндґрен народилася у місцевості Бромма, Стокгольм. У 1958 році закінчила художню школу, почала писати книги на видання з 1965 року. Її стиль здійснив великий вплив на шведську літературу для дітей.
У 1973 році отримала Премію Астрід Ліндґрен, приурочену до 60-річчя Астрід Ліндґрен, якою відзначили добрі твори для дітей і юнацтва. Довгий час співпрацювала з ілюстратором Євою Еріксон, яка отримала цю нагороду у 2001 році.
Фіналістка міжнародної Премії імені Г. К. Андерсена 2004 року за тривалий внесок у дитячу літературу, лауреат щорічної Премії імені Астрід Ліндґрен 2014 року.

## Вибрані книги
- 1965 — Mattias sommar (Маттіасове літо), перша опублікована книга, ілюстрована власноруч[8]
- 1967 — Hej hej Mattias
- 1967 — Genom ventilerna
- 1966 — Mera om Mattias
- 1968 — I Västan Grind
- 1969 — Loranga, Masarin och Dartanjang, ілюстрована власноруч[8]
- 1970 — Felipe
- 1970 — Loranga. Loranga
- 1970 — Nu har Kalle fått en lillasyster
- 1971 — Goda' Goda
- 1971 — Nu är vi gorillor låssas vi
- 1971 — Jättehemligt (Великий секрет), перша з «автобіографічної серії книг у вигляді щоденників»[8]
- 1972 — Världshemligt (Цілком таємно), продовження Jättehemligt[8]
- 1972 — Alban
- 1972 — Eldvin
- 1973 — Bladen brinner (Сторінки у вогні), продовження Jättehemligt[8]
- 1974 — Gröngölingen är på väg
- 1975 — Molnens bröder
- 1975 — Barbros pjäser för barn och andra
- 1976 — Rapport från marken
- 1976 — Lilla sparvel
- 1976 — Vad tycker du?
- 1977 — Stora sparvel
- 1978 — Garderobsbio
- 1978 — Hemliga lådans hemligheter
- 1978 — Kom ner från trädet
- 1978 — Världens längsta korv
- 1978 — Var är mina byxor
- 1978 — Jag har en tam myra
- 1979 — Bara Sparvel
- 1979 — Det riktiga havet
- 1979 — Sagan om den lilla farbrorn (Історія маленького літнього чоловіка), художник Єва Еріксон[8]
- 1980 — Nils Pantaloni Penell
- 1980 — Mamman och den vilda bebin (Дике дитя, 1981)
- 1981 — Max nalle, книга в картинках, перша з серії
- 1981 — Max bil
- 1981 — Max kaka
- 1982 — Pompe badar i en å
- 1982 — Pompe går i skogen
- 1983 — Pompe tar en promenad
- 1984 — Prinsessan på ärten
- 1984 — Den fula ankungen
- 1983 — OBS! Viktigt
- 1982 — En liten cyklist
- 1982 — Max lampa
- 1982 — Max balja
- 1982 — Max boll
- 1982 — Den vilda bebiresan (1983)
- 1985 — Sakta, sakta … men ändå framåt
- 1987 — Vems lilla mössa flyger? (Чий маленький капелюх полетів?)[8]
- 1987 — Pellerell
- 1986 — Vitkind
- 1985 — Sagan om Karlknut
- 1986 — Max potta
- 1986 — Max dockvagn
- 1985 — Hunden med rocken
- 1985 — Vilda bebin får en hund
- 1988 — Nu är du mitt barn
- 1989 — Sunkan flyger, з Олофом Ландстрьомом
- 1988 — Hemligheter
- 1990 — Den vilda bebiresan
- 1990 — Korken flyger[8]
- 1990 — Stackars Allan
- 1991 — Titta Max grav!
- 1991 — Pojken och stjärnan, з Анною-Кларою Тідгольм
- 1992 — Bra Börje
- 1992 — Boken om Sparvel
- 1992 — Restaurangen är stängd
- 1992 — Stora syster, Lille bror
- 1993 — Jag säger bara Elitchoklad
- 1993 — Puss puss sant sant
- 1994 — Max blöja
- 1994 — Max napp
- 1994 — Här är det lilla huset
- 1995 — Svempa vill ha många nappar
- 1995 — Lilla lokomotivet Rosa
- 1995 — Kungsholmen ros
- 1996 — Rosa flyttar till stan
- 1997 — Rosa på bal
- 1997 — Nu är vi gorillor låssas vi
- 1998 — Per och Pompe
- 1998 — Nämen Benny
- 1997 — Nu är vi jobbarkaniner
- 1997 — Andrejs längtan
- 1997 — Mössan och korken flyger
- 1998 — Nämen Benny
- 1999 — Prinsessan Rosa
- 1999 — Rosa på dagis
- 2000 — Vi leker att du är en humla
- 2001 — Jamen Benny
- 2004 — Boken om Benny
- 2006 — Vad lever man för (Для чого ми живемо)[8]
- 2007 — Nöff nöff Benny
- 2009 — Om sorgen och den lilla glädjen
- 2011 — Ingenting hände, två gånger
- 2013 — Ett nollsummespel